# José Antonio Nava Iglesias
José Antonio Nava Iglesias és un escultor espanyol nascut a Oviedo a 1951.
José Antonio Nava Iglesias va estudiar a l'Escola d'Arts Aplicades d'Oviedo entre 1968 i 1972, completant els seus estudis a la de Belles Arts de Bilbao, de 1972 a 1973, a l'Escola Superior de Belles Arts de San Fernando de Madrid entre 1975 i 1979.
La major part de la seva obra està a Astúries, ja que l'autor està profundament unit a la seva terra natal.
La seva carrera com a docent a l'Escola d'Arts i Oficis d'Oviedo, que s'inicia a partir de 1981, així com el seu caràcter perfeccionista i individualista l'ha portat a realitzar molt poques exposicions i escasses aparicions en galeries d'art o museus.
Malgrat això és molt destaca la seva participació en les escultures urbanes de la mateixa ciutat d'Oviedo, on ha realitzat diverses obres de notable interès, utilitzant diversos materials (bronze, la pedra) i llenguatges (l'abstracció i la figuració més clàssica). També s'ha sentit atret per l'estudi de l'espai, la qual cosa queda reflectit en obres com el "Monumenot a Ramón Pérez de Ayala" o les seves solucions clàssiques, com en el "Monumento a Rafael del Riego". Es pot observar un canvi en el seu propi llenguatge en l'obra "La Dama del balcón", on experimenta amb una figuració lliure del cos femení.

## Activitat artística

### Exposicions individuals
- 1979. Galeria Tassili, Oviedo.[1][2]
- 1982. Museu de Belles Arts d'Astúries. Oviedo.[2]

### Exposicions col·lectives
- 1973. Galeria Tassili, Oviedo.[1]
- 1975. " Arte en Asturias ", Avilés. Banc de Foment, Oviedo.[1]
- Sense data: I Concurs d'Escultura "Corte Inglés", Bilbao; I Concurs "Castellblanch", Valladolid; II Biennal d'Escultura, Saragossa; Concurs d'Autopistes de la Mediterrània, Barcelona.[1]

### Obres Públiques
- “Monumento a Ramón Pérez de Ayala”, 1980, Passeig Antonio García Oliveros, Oviedo[1][2]
- “Monumento a los Hacendistas asturianos”, 1980, Carrer Alférez Provisional, Oviedo.[1][2]
- “Homenaje a Simón Bolívar”, 1983, Campillín, Oviedo.[1][2]
- “Monumento a Rafael del Riego”, 1993, Plaça de Rafael del Riego, Oviedo, a petició dels ajuntaments d'Oviedo i Tinéu i del RIDEA, col·locat a la plaça dedicada al general tinetense.[1][2]
- “La Dama del balcón”, 2003, Parc de l'Oest, Oviedo.[1][2]

### Obres en Museus i altres institucions
- “Montaje del Sagrado Corazón del Naranco”, 1980, Oviedo.[1][2]

### Obra religiosa
- Verge de l'Ascensió i Crist, cementiri de Lieres, Lieres, Astúries.[1]